# 约翰·雅各布·艾贝尔
约翰·雅各布·艾贝尔（英語：John Jacob Abel，1857年5月19日—1938年5月26日），美国药理学家、生物化学家，被认为是美国药理学研究的开创者。艾贝尔早期从事身体组织的研究，分离并命名肾上腺素。1912年清楚阐释了人工肾的概念，后从血液中分离出氨基酸。1926年他宣布得到了胰岛素晶体，1930年代中期后为研究者所承认。艾贝尔曾在约翰斯·霍普金斯大学担任近四十年的首席药理学教授，创办多种药理学期刊，如《生物化学杂志》和《药理学与实验治疗学》